# Gyula Prassler
Gyula Prassler o Iuliu Iosif Prassler (16 de gener de 1916 - 1942) fou un futbolista romanès de la dècada de 1930.
Disputà 2 partits amb la selecció de futbol de Romania, amb la qual participà en el Mundial de 1938. Pel que fa a clubs, defensà els colors del Phoenix Baia Mare, AMEF Arad i Juventus Bucureşti.